# Jej alibi
Jej alibi (ang. Her Alibi) – amerykańska komedia kryminalna z 1989 roku w reżyserii Bruce'a Beresforda. Zdjęcia do filmu realizowano w Baltimore, w stanie Maryland.

## Fabuła
Autor powieści detektywistycznych, Philip Blackwood, zakochuje się w oskarżonej o morderstwo Ninie Lonescu. Wierząc w niewinność kobiety, składa odpowiednie zeznania na policji. Jednak, z czasem zaczyna wątpić w niewinność Niny.

## Obsada
- Tom Selleck jako Phil Blackwood
- Paulina Porizkova jako Nina
- James Farentino jako Frank Polito
- Wilfred Williams jako partner Franka
- Edward Conery jako prawnik Bernardiniego
- Allen Fitzpatrick jako agentka federalna
- Patrick McDade jako agent federalny

i inni